# Oppo A15
Oppo A15 та Oppo A15s — смартфони, розроблені компанією OPPO, що входять у серію А. Oppo A15 був представлений 15 жовтня 2020 року, а A15s — 18 грудня того ж року. Головними відмінностями між моделями є фронтальна камера та об'єм пам'яті.
У Китаї Oppo A15s продається під назвою Oppo A35.
6 листопада 2021 року у Філіппінах був представлений Oppo A16k, який позиціонується як трохи спрощена модель Oppo A16 і має подібний до Oppo A15 корпус, але й відімінності у характеристиках.
21 березня 2022 року в Індії був представлений Oppo A16e, який має слабший, ніж у Oppo A16k процесор.
В Україні смартфони були представлені 29 січня 2021 року.

## Дизайн
Екран виконаний зі скла Corning Gorilla Glass 3. Корпус виконаний з глянцевого пластику.
Знизу розміщені роз'єм microUSB, динамік, мікрофон та 3.5 мм аудіороз'єм. З лівого боку розташований та слот під 2 SIM-картки і карту пам'яті формату microSD до 256 ГБ. З правого боку розміщені кнопки регулювання гучності та кнопка блокування смартфону. Такожна в Oppo A15, A15s та A35 на задній панелі розташований сканер відбитків пальців.
В Україні Oppo A15 продається в кольорах Динамічний чорний та Фантазійний синій.
Oppo A15s продається в 3 кольорах: Fancy White (білий), Динамічний чорний та Містичний синій. В Україні смартфон доступний тільки в двох останніх кольорах.
Oppo A16e продається в 3 кольорах: Midnight Black (чорний), блакитний та білий.
Oppo A16k продається в чорному та блакитному кольорах.

## Технічні характеристики

### Платформа
Oppo A15, A15s та A35 отримали процесор MediaTek Helio P35, A16e — Helio P22, а A16k — Helio G35. Усі процесори працюють в парі з графічним процесором PowerVR GE8320.

### Батарея
Батарея отримала об'єм 4230 мА·год.

### Камери
Oppo A15, A15s та A35 отримали потрійну камеру 13 Мп, f/2.2 (ширококутний) з фазовим автофокусом + 2 Мп, f/2.4 (макро) + 2 Мп, f/2.4 (сенсор глибини).
Oppo A16e та A16k отримали основну камеру 13 Мп, f/2.2 (ширококутний) з фазовим автофокусом.
Oppo A15, A16e та A16k отримали фронтальну камеру 5 Мп, f/2.4 (ширококутний), а A15s і A35 — 8 Мп, f/2.0 (ширококутний).
Основна та фронтальна камера всіх моделей вміє записувати відео у роздільній здатності 1080p@30fps

### Екран
Екран IPS LCD, 6.52", HD+ (1600 × 720) зі щільністю пікселів 269 ppi, співвідношенням сторін 20:9 та краплеподібним вирізом під фронтальну камеру.

### Пам'ять
Oppo A15 продається в комплектаціях 2/32 та 3/32 ГБ. В Україні доступна тільки версія на 2/32 ГБ.
Oppo A15s продається в комплектаціях 4/64 та 4/128 ГБ. В Україні доступна тільки версія на 4/64 ГБ.
Oppo A35 продається в комплектації 4/128 ГБ.
Oppo A16e продається в комплектаціях 3/32 та 4/64 ГБ.
Oppo A16k продається в комплектаціях 3/32, 4/64 та 8/128 ГБ.

### Програмне забезпечення
Oppo A15, A15s та A35 були випущені на ColorOS 7.2 на базі Android 10. Були оновлені до ColorOS 11.1 на базі Android 11.
Oppo A16e та A16k були випущені на ColorOS 11.1 на базі Android 11.